# Slag bij Bouvines
De Slag bij Bouvines of Slag bij Bovingen vond op 27 juli 1214 plaats nabij het dorp Bouvines (Nederlands: Bovingen) dat tussen Rijsel en Doornik ligt. De plaats behoorde toentertijd tot het graafschap Vlaanderen, maar ligt nu in het Noorderdepartement van de regio Hauts-de-France.
In deze slag stonden een leger van de Franse koning Filips II Augustus en een Engels-Welfisch leger onder leiding van keizer Otto IV tegenover elkaar. De slag eindigde met de overwinning van Filips II.

## Oorzaken

### Conflict tussen het Huis Capet en het Huis Plantagenet

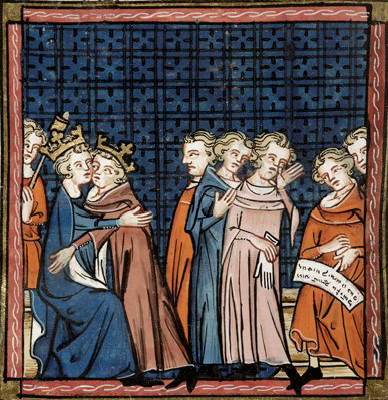
Koning Filips II Augustus en koning Jan zonder Land bezegelen de fragiele vrede van Le Goulet (1200) met een kus (illustratie uit de Chroniques de Saint-Denis, 14e eeuw).

Het conflict tussen de koning van Frankrijk en de koning van Engeland was minder een conflict tussen twee koninkrijken als wel tussen een leenheer en zijn vazal: de Franse koningen van het Huis Capet lagen namelijk in conflict met hun vazallen uit het Huis Plantagenet. De oorzaak hiervoor lag in de verzwakking van het koningschap van de Karolingen en de dynastieke machtswissel met de Capetingen van de 9e tot 10e eeuw. In deze periode viel het West-Frankische Rijk uiteen in een groot aantal leenvorstendommen, onder dewelke dat van de koningen als vorsten van de regio Île-de-France slechts een van velen waren. Hun positie als koning die boven de andere vorsten stond werd slechts door de feodale idee uitgedragen dat de koning aan de top van een leenpiramide stond en de vorsten als zijn leenmannen en vazallen aan hem onderhorig waren. In feite waren echter deze vorsten zo machtig dat ze de hoogste macht van de koningen hoogstens formeel erkenden en hun eigen politiek volgden, die soms ook tegen de koning zelf kon gericht zijn. Deze tegenstellingen werden nog verscherpt toen in 1066 Willem, de  hertog van Normandië, zijn veroveringstocht naar Engeland ondernam en tot koning van Engeland werd gekroond. Het zo ontstane "Anglo-Normandische Rijk" stelde de verdere samenhang van het Franse leenverband voor de eerste maal echt in vraag, doordat met Normandië een van de grootste vorstendommen aan de greep van de Franse koning dreigde te ontglippen.
Deze tegenstelling nam in het midden van de 12e eeuw nog verder toe, toen met Hendrik II het uit Anjou afkomstige Huis Plantagenet het "Anglo-Normandische Rijk" overnam en door zijn huwelijk met Eleonora van Aquitanië - nota bene de ex-vrouw van de Franse koning - het hertogdom Aquitanië wist toe te voegen aan het zogenaamde "Angevijnse Rijk". De Plantagenets beheersten daarmee het hele westelijk en zuidwestelijk deel van Frankrijk en waren tezelfdertijd als koningen van Engeland opperheer van de Britse eilanden, zodat ze het Franse koningschap in hun schaduw dreigden te stellen. Koning Filips II van Frankrijk bood tegenstand aan deze het koninkrijk bedreigende ontwikkeling en probeerde de macht van de Plantagenets te breken door hun familieruzies in zijn voordeel uit te buiten. Tegenover zijn belangrijkste rivaal, Richard Leeuwenhart, moest hij altijd militair het onderspit delven totdat zijn onverwachts overlijden in 1199 het beslissende keerpunt teweegbracht. Richards jongere broer, Jan zonder Land, slaagde er niet in zijn gezag over zijn eigen vazallen te handhaven. Tegelijkertijd kon Filips II met het leenrechtelijke argumenten tegen hem optreden, nadat Jan zijnerzijds meermaals het Franse feodale recht met voeten had getreden (met name door zich niet te houden aan het in 1200 afgesloten verdrag van Le Goulet). Op 28 april 1202 verklaarde koning Filips II hem door een gerechtelijk vonnis van al zijn gebieden in Frankrijk vervallen en zette dit besluit tot in 1204 om in militaire successen.
De macht van het Angevijnse Rijk leek gebroken en tegelijkertijd kon Filips II de uitbouw van het Franse koningschap tot enige wetgevende en uitvoerende macht in zijn koninkrijk uitbouwen. Deze ontwikkeling werd echter in de periode vlak voor de slag in 1214 plaatsvond nog eenmaal in vraag gesteld.

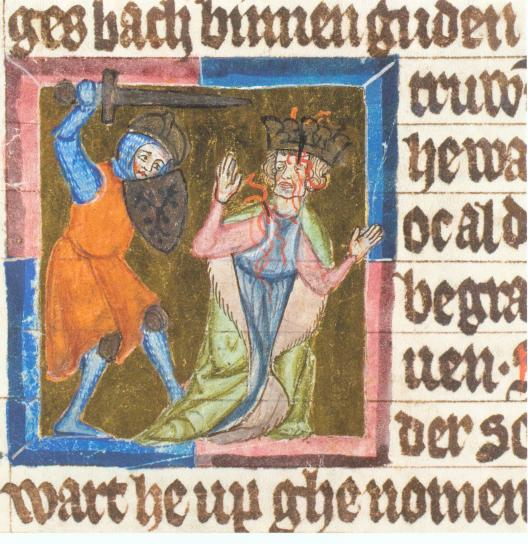
Paltsgraaf Otto van Wittelsbach vermoordt Filips van Zwaben (miniatuur uit de Saksische Wereldkroniek, Noord-Duitsland, eerste kwart van de 14e eeuw, Berlijn, Staatsbibliothek zu Berlin, Ms. germ. fol. 129, fol. 117v).

### Conflicten met de graven van Boulogne en Vlaanderen
Daarnaast had Filips II Augustus ook conflicten met twee andere van zijn vazallen: Reinoud van Dammartin, graaf van Boulogne, en Ferrand van Portugal, graaf van Vlaanderen.
Reinoud van Dammartin had in 1211 geweigerd voor het hof van Filips te verschijnen vanwege een geschil met bisschop Filips van Beauvais. Hierop ging Filips II datzelfde jaar nog over tot het offensief: hij nam Mortain, Aumale en Dammartin in. Reinoud van Dammartin vluchtte naar het hof van de graaf van Bar en zou vervolgens de oversteek naar Engeland wagen.
Ferrand van Portugal, echtgenoot van Johanna van Constantinopel, de gravin van Vlaanderen, wenste Ariën en Sint-Omaars, die hij recentelijk aan Filips II Augustus had verloren (Verdrag van Pont-à-Vendin 25 februari 1212), terug te winnen. Hiermee dreef hij beide graven in het kamp van de Engelse koning Jan zonder Land, die beiden een verdrag afsloten met deze waarin ze verklaarden geen vrede te zullen sluiten met Filips II Augustus of diens zoon Lodewijk zonder de goedkeuring van de Engelse koning.
In april 1213 had koning Filips II besloten over te gaan tot een offensief tegen de door de paus in de ban gedane Jan zonder Land en riep op 8 april 1213 al zijn grote leenmannen bijeen te Soissons, droeg zijn zoon Lodewijk op een expeditie te leiden tegen Engeland en ontving hiervoor de ondersteuning van al zijn vazallen, behalve die van Ferrand, de graaf van Vlaanderen die hijzelf slechts twee jaar ervoor had aangesteld maar die nu de teruggave van Sint-Omaars en Ariën-aan-de-Leie (hem ontnomen door verdrag van Pont-à-Vendin) eiste voor zijn deelname en opstapte toen zijn eisen niet werden ingewilligd. Filips zocht daarom elders steun, in het bijzonder bij Hendrik I van Brabant die hij de hand van zijn dochter, Maria, schonk en aan wie hij zijn diensten als onderhandelaar tussen hem en de bisschop van Luik aanbood. Na enige tijd te hebben geaarzeld, koos paus Innocentius III daarentegen om Jan, die op het laatste moment (15 mei) zich naar de wil van de paus schikte en Engeland zelfs als pauselijk leen aanbood, te steunen: een vooral morele maar niettemin belangrijke steun. De voorbereidingen voor het conflict zetten zich intussen voort: het aanvankelijk plan van Filips, die Engeland wenste binnen te vallen, viel door de steun van de paus aan Engeland in het water en toen zijn invasievloot eind mei 1213 bij Damme door de vijandige coalitie werd aangevallen en ten dele werd vernietigd, gaf Filips zijn oorlog over zee op. De daaropvolgende maanden vielen Filips en Lodewijk de graafschappen Boulogne en Vlaanderen verwoed aan. De steden in het noorden werden bijna allemaal geteisterd.
Ferrand stak nu in persoon over naar Engeland waar hij in januari 1214 - net als Reinoud - tegenover Jan zonder Land leenhulde deed voor zijn Engelse lenen en daarmee volgens de koning van Frankrijk leenbreuk (en dus hoogverraad) beging. Jan zonder Land zag in deze afvalligheid van de graven daarentegen een kans om door een offensief tegen Filips II zijn verloren gegane bezittingen op het vasteland terug te winnen.

### De Duitse troonstrijd

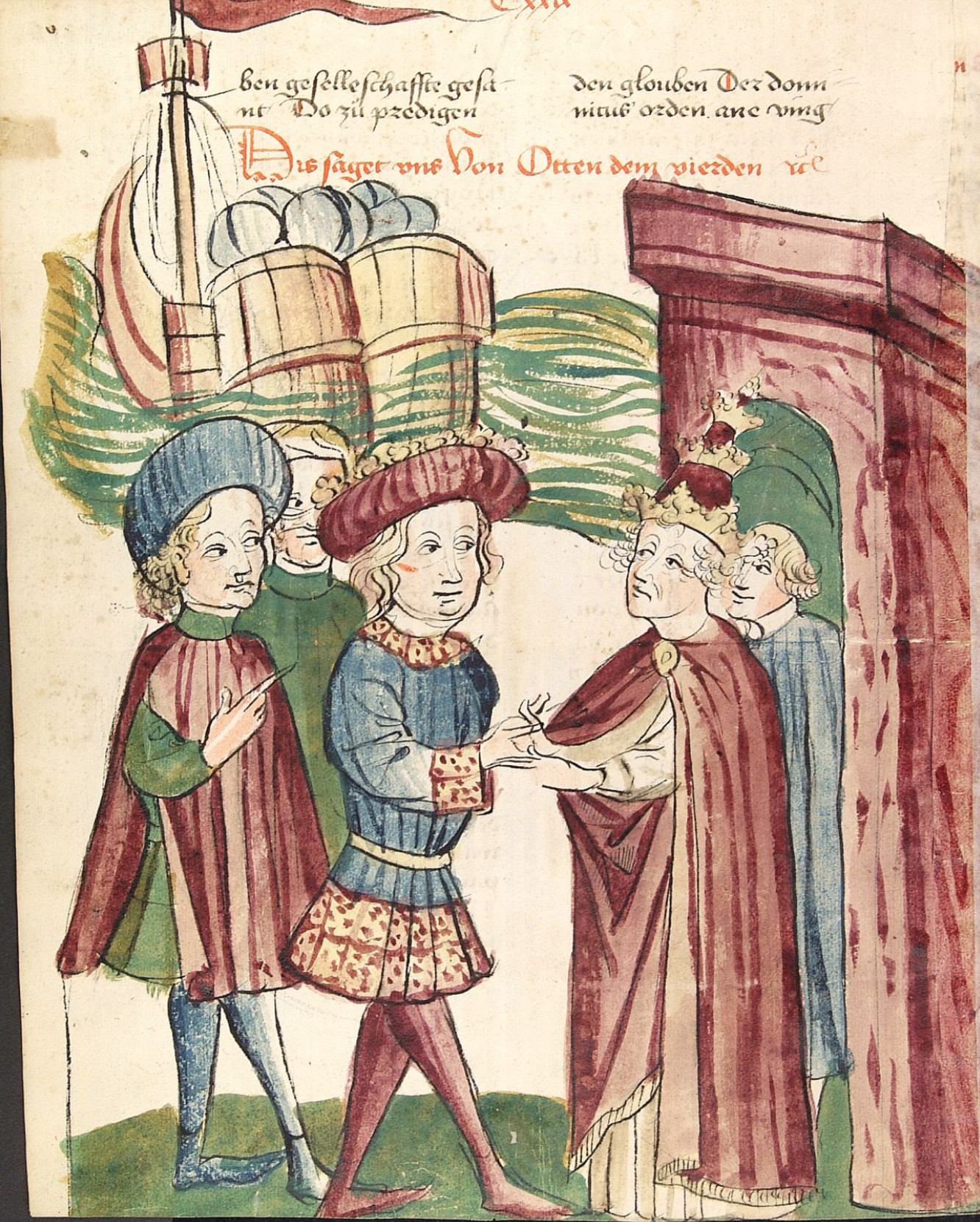
Otto IV en paus Innocentius III ontmoeten elkaar terwijl de schepen van Frederik II in aankomst zijn (voorstelling uit de werkplaats van Diebold Lauber en heeft betrekking op de reis naar Rome van Otto IV in 1209).

In de door de dubbelverkiezing van Filips van Zwaben en Otto van Brunswijk ontstane Duitse troonstrijd waren alle toonaangevende machten van West-Europa betrokken. Jan zonder Land, uit het Huis Plantagenet, werd gezien als een bondgenoot van zijn neef Otto van Brunswijk, die tot de partij van de Welfen behoorde, en door wiens koningschap in Duitsland hij hoopte Frankrijk in een tang te kunnen nemen. Dit zorgde er op zijn beurt voor dat koning Filips II een bondgenoot werd van zijn naamgenoot (Filips van Zwaben), behorende tot de partij van de  Hohenstaufen, met wiens hulp hij aan deze tang hoopte te kunnen ontsnappen. Ondanks de voorkeur van de paus voor de Welfen leek het na enkele militaire Successen van Filips van Zwaben erop dat de Staufen het pleit zouden winnen, totdat deze in 1208 te Bamberg het slachtoffer werd van een moordaanslag. Daarmee leek de beslissing te zijn gevallen. Diverse aanhangers van Staufen in Duitsland erkenden nu Otto IV als rechtmatige koning. Deze trok in 1209 naar Rome om van de paus de keizerskroon te ontvangen.
Maar doordat keizer Otto IV direct na zijn keizerskroning delen van Italië veroverde en daarmee de Italiëpolitiek van de Staufen herop nam, leidde dit tot een wijziging in de bestaande situatie. Dit dwong namelijk paus Innocentius III zijn houding tegenover de Welfen te heroverwegen, die hij in 1210 had geëxcommuniceerd. De paus nam contact op met koning Filips II van Frankrijk, die de kans aangreep om alsnog aan de dreigende omsingeling van zijn koninkrijk te ontsnappen. Tezamen ondersteunden ze in Duitsland de afvalbewegingen van Staufen-gezinde vorsten, die in 1211 in Neurenberg de jonge Siciliaanse koning Frederik II van Hohenstaufen tot koning verkozen. Keizer Otto IV keerde daarop terug naar Duitsland om zijn gezag te herstellen. Maar een jaar later betrad Frederik zelf in Konstanz Duitse bodem en in november 1212 volgde dan in Vaucouleurs de vernieuwing van de alliantie tussen Frankrijk en de Staufen.

## De weg naar Bouvines
Jan kwam met zijn neef, keizer Otto IV, een gecombineerde aanval op Frankrijk overeen, die het Capetingische koningschap definitief zou vernietigen en daarmee zowel in Frankrijk als in Duitsland hun zaak gunstig zou uitkomen. Hun oorspronkelijk plan voorzag in een aanval vanuit twee kanten. In het voorjaar landde Jan met zijn leger aan de kust van Saintonge, marcheerde door Poitou, veroverde het Bretoense Nantes en drong daarop verder door in Anjou. Hierdoor zou Filips van Parijs naar het zuidwesten worden weggelokt om het binnenrukken van Otto over het noordoosten (Vlaanderen) en de verovering van Parijs mogelijk te maken. Het plan scheen aanvankelijk te slagen, want Filips ijlde na Jans invasie hem in februari 1214 tegemoet. Otto's leger stond echter niet tijdig klaar: Filips kwam het bericht van Otto's dreigende invasie ter ore, waarop hij zijn leger onder de hoede van zijn zoon, prins Lodewijk, achterliet, keerde terug naar Parijs en organiseerde de oprichting van een tweede leger waarmee hij tegen de keizer wenste op te trekken.
Begin juli 1214 had Otto eindelijk zijn leger in de keizerpalts Aken samengetrokken en begon hij aan zijn mars naar Vlaanderen. Op 12 juli bereikte hij Nijvel, waar op 21 juli de contingenten van de graven van Vlaanderen en Boulogne alsook een Engels contingent onder leiding van William Longespée, de graaf van Salisbury, zich bij hem aansloten. Rond die tijd had Jan echter reeds op 2 juli 1214 bij Roche-aux-Moines een zware nederlaag tegen prins Lodewijk geleden en had hij zich in het zuiden teruggetrokken waarbij hem een verdere opmars werd verhinderd.
Op 23 juli was Filips II Augustus met zijn voorbereidingen voor de strijd klaar en vanuit Péronne aan zijn mars naar Vlaanderen begonnen. Op 25 juli stak hij de bij Bouvines gelegen brug over de Marque over en legerde op de rechteroever. Filips bevond zich hiermee reeds op vijandig gebied, want het merendeel van Vlaanderen steunde hun graaf in zijn conflict met de koning. Op 26 juli kon Filips na een korte strijd Doornik binnentrekken. Keizer Otto IV, die intussen Valenciennes had bereikt, begon daarop op het Franse leger te letten en bereikte op de morgen van 27 juli het slechts zes mijl ten zuiden van Doornik gelegen Mortagne. Filips wou direct tot de aanval overgaan, maar werd door zijn raadgevers tot een terugtocht naar Rijsel omgepraat, waardoor voor hen de weg naar het Franse kernland zou open blijven.

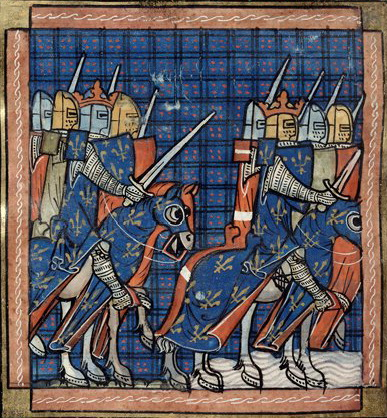
Aangevoerd door hun koning marcheren de Franse ridders de vijand tegemoet (voorstelling uit de Chroniques de Saint-Denis, 14e eeuw).

Om Rijsel nog te kunnen bereiken, had Filips zijn leger een tweede maal over de brug van Bouvines moeten leiden, daar deze in de directe omgeving de enige mogelijk was om het brede zompige rivierdal van de Marque over te steken, dat twee hoogvlaktes van elkaar scheidde. Filips bevond zich op die dag in een precaire toestand, daar zijn voetvolk zich reeds op de linkeroever van de Marque bevond, maar de ruiterij nog niet, waardoor hij zich in het geval van een verrassingsaanval in ene nadelige positie bevond. Daarom trokken de burggraaf van Melun en bisschop van Senlis met een afdeling lichte ruiterij en kruisboogschutters op verkenningstocht. Op ongeveer drie mijl afstand van hen ontdekten ze het leger van de keizer, waarop de bisschop ijlings naar de koning trok om hem voor het gevaar te waarschuwen. De meerderheid van de baronnen liet zich hierdoor echter niet ompraten, daar ze geloofden dat de keizer eerst naar Doornik wou optrekken. Intussen had de keizer echter de positie van de burggraaf van Melun bereikt, die zich onmiddellijk in de strijd stortte en daardoor de verdere opmars van Otto ophield. Door het wapengekletter was nu ook de rest van het Franse leger van het nabije gevaar overtuigd, waarop Filips de snelle ommekeer van zijn voetvolk en de opstelling in slagorde van het leger beval. Otto, die zijn verrassingselement had verloren, liet zijn leger halt houden en over de hele vlakte tussen Bouvines en Doornik in slagorde opstellen.
Rond de middag van 27 juli 1214 stonden beide legers op 1,5 km breed front tegenover elkaar. Het was een zondag, een geheiligde kerkdag, een dag waarop al bijna 200 jaar de "Godsvrede" gold. Het vergieten van bloed was op zo'n dag evenzeer verboden als geslachtsgemeenschap en handel. Geestelijke hoogwaardigheidsbekleders waren in gevallen van overtreding van dit verbod ertoe gemachtigd de excommunicatie over de vredebrekers uit te spreken. De Engelse kroniekschrijver Roger van Wendover vermeldt dat de graaf van Boulogne zijn bondgenoten een strijd op deze dag zou hebben afgeraden, opdat ze zich niet aan de bezoedeling van deze dag schuldig zouden maken door mensenmoord en bloedvergieten. De keizer zou hem zijn bijgevallen, maar zich uiteindelijk toch door de godslasterlijke Hugo van Boves tot de strijd hebben laten overhalen.

## Opmars
De koning van Frankrijk voerde ongeveer 1300 ridders en evenzoveel bereden krijgsknechten, alsook meer dan 4000 infanteristen aan. De cavalerie van de Rooms-Duitse keizer was slechts iets sterker, maar hij bezat duidelijk een overwicht aan voetvolk. In totaal stonden er ongeveer 4000 cavaleristen en ongeveer 12000 infanteristen opgesteld op het slagveld tussen Bouvines en Doornik.

### Het leger van de Franse koning
De samenstelling van het door de koning van Frankrijk aangevoerde ridderschap was regionaal homogeen. De ridders waren hoofdzakelijk afkomstig uit de Noord-Franse regio's Picardië, Laon, Bourgondië en Champagne. De meerderheid van de ridders van Île-de-France bevond zich op de tegelijkertijd plaatsvindende Albigenzische Kruistocht. Normandië stuurde vermoedelijk slechts een kleine delegatie, slechts twee Normandische ridders worden bij naam genoemd. Deze provincie behoorde nog tot 1204 toe aan de Plantagenets, waardoor men waarschijnlijk maar weinig vertrouwen had aan gehoorzaamheidstrouw van haar ridders. De ridders van Anjou en Touraine waren ofwel nog met prins Lodewijk in de strijd tegen Jan zonder Land verwikkeld, ofwel zelfs bondgenoot van deze laatste of namen een afwachtende neutrale houding aan.
Het voetvolk was samengesteld uit de milities van 16 steden van Picardië en Laon, waarvan er 15 bij naam bekend zijn: Noyon, Amiens, Soissons, Beauvais, Arras, Montdidier, Montreuil, Hesdin, Corbie, Roye, Compiègne, Bruyères, Cerny, Grandelain en Vailly.

### Het leger van de Rooms-Duitse keizer
Keizer Otto IV voerde hoofdzakelijk Saksische en Neder-Lotharingse ridders aan, in overeenstemming met de regio's van het Rijk waaruit zijn meest trouwe aanhang afkomstig was. Een groot deel van zijn leger werd door zijn bondgenoten opgeleverd. De graaf van Vlaanderen, die de Franse koning afvallig was, leidde Vlaamse ridders en gemeentemilities in de slag. Bij hem hadden zich ook enkele ridders uit Artesië aangesloten, een voormalige Vlaamse provincie, die na een erfeniskwestie aan de Franse kroonprins was toegevallen. Onder leiding van Reinoud I van Dammartin vochten ook andere afvallige Franse ridders evenals Brabançons (huurlingen). De graaf van Salisbury voerde een contingent van Engelse ridders aan.

### Uitrusting
Beide legers waren uit zowel ruitercontingenten als ook uit grote afdelingen van voetvolk samengesteld. Deze laatsten waren aan beide zijden duidelijk oververtegenwoordigd, maar werden door hun lichte uitrusting verondersteld maar van weinig militaire waarde te zijn. De uitkomst op het slagveld van Bouvines werd door de gepantserde cavalerie bepaald, waardoor deze strijd tot de klassieke ridderslagen van de middeleeuwen wordt gerekend.
De kwaliteit van de uitrusting verschilde naargelang de stand en het vermogen van de bereden krijger, want niet elke ruiter bij Bouvines was ook een ridder. Juist rond de eeuwwisseling van de 12e naar de 13e eeuw, toen het ridderschap zich tot een vaste sociale stand begon om te vormen, waarbij voor het behoud ervan een behoorlijk financiële basis voor nodig was, konden zich steeds minder leden van de lagere adel aan de nodige voorwaarden voor de verlening van de ridderslag voldoen en kozen er daarom voor als edelknaap ten strijde te trekken. De zeer dure wapen-technische ontwikkelingen van deze tijd hebben deze verandering van de sociale positie van de ridders bijkomend beïnvloed. De vaandeldrager van de koning, Galon de Montigny, zou een zo arme ridder geweest zijn dat hij zijn hele bezit moest verpanden om zich voor de slag een enigszins bruikbare wapenrusting te kunnen veroorloven. Het uit ijzeren ringen (maliën) of plaatjes bestaande maliënkolder (pantserhemd) vormde de meest gangbare vorm van bescherming voor de ruiterij. Die welgestelde ridders en baronnen konden zich bij Bouvines reeds met metalen arm- en beenbeschermers, die over hand- en voetgewrichten reikten, bijkomend beschermen. Het hoofd werd door de cilindrisch gevormde pothelm beschermd, die het gezicht volledig bedekte en slechts kleine openingen voor het zicht en de ademhaling bezat. Edelknechten en weinig vermogende ridders droegen daarentegen nog verouderde neushelm. Daar men de identiteit van de meeste ridders door deze helmtypes op het slagveld amper nog kon opmaken, diende het wapen van een ridder ter herkenning door mede- en tegenstanders. Op lichte stof aangebracht, werd het wapen over een V-schild gespannen, niet zelden werd het tegelijk met de eerste botsing met de tegenstanders beschadigd of volledig verscheurd. De bewapening van ene ridder bestond naast de lans als stootwapen uit een zwaard, mes en strijdknots voor het lijf-aan-lijf-gevecht. De bisschop van Beauvais zou slechts met een knots hebben gevochten, aangezien zijn geestelijke stand het dragen van ridderwapens verbood.
Het voetvolk bezat nauwelijks toereikende bescherming. Het droeg eenvoudige lederen vesten, hoge beenkappen en in het beste geval ijzerhoed. Ondanks zijn geringe betekenis voor het slagverloop vormde de gewone strijder te voet toch het gros van de gevallenen. Het enige wapen van betekenis dat het bezat, waren met haken en punten voorziene pieken waarmee ridders van hun paarden werden getrokken. Dit wapen werd daarom als onridderlijk beschouwd en worden ze navenant in het door Willem de Bretoen, die kapelaan van de Franse koning was, opgetekende strijdverslag enkel door de tegenstander gebruikt, ofschoon het gebruik van zulk een wapen ook langs Franse zijde waarschijnlijk is. Een later geschreven Duitse kroniek uit de Zwabische abdij van Ursberg maakte op haar beurt enkel melding van het gebruik door de Fransen van dit wapen.

### Slagorde
Het Franse leger was in de gebruikelijke drie linies geformeerd: in het centrum stond de koning met de leliebaander en de ridders van zijn huishouden, wiens officieuze aanvoerder de in de strijd ervaren Guillaume II des Barres (La Barrois) was. Met de graaf van Bar bevond zich slechts een lid van de hoge adel aan zijn zijde, omdat deze nog te jong (dat wil zeggen ongehuwd) was. De ridderschap stond hier in de voorste rij, terwijl de voettroepen van de stadsmilities met de Oriflamme zich achter hen hadden opgesteld. De linkervleugel, die uit de enkele ridders van Île-de-France en Normandië bestond, werd door de koninklijke neef graaf Robrecht II van Dreux aangevoerd. In de rechtervleugel stonden de ridders uit Bourgondië en Champagne onder leiding van hertog Odo III van Bourgondië.
Het leger van de Engels-Welfische bondgenoten was op dezelfde wijze geformeerd: in het centrum keizer Otto IV met zijn Saksische ridders en voetknechten, daarbij de contingenten van de Neder-Lotharingse vorsten. Zijn linkervleugel bestond uit Vlaamse ridders en militieleden onder aanvoering van hun graaf. Rechts Engelse en Franse ridders onder de graven van Boulogne en Salisbury, alsook de Brabançons.
Uit de overleveringen, rekeningenboeken, gevangenenlijsten (Catalogus Captivorum) en de lijsten van hen, die als borgsteller voor losgelden garant stonden, konden ongeveer 300 personen, die aan dezer slag hebben deelgenomen, bij naam worden geïdentificeerd. Op vier na waren allen minstens van ridderlijke stand en slechts een dozijn van hen worden in de overleveringen van contemporaine kroniekschrijvers opgevoerd als hoofdrolspelers in het slagverloop.
| Positie                               | Frankrijk | Keizerlijke troepen | Positie        |
| ------------------------------------- | --- | --- | -------------- |
| linkervleugel                         | graaf Robrecht II van Dreux graaf Peter van Auxerre graaf Willem II van Ponthieu bisschop Filips van Beauvais bisschop Robert van Laon Jan II van Nesle Thomas van Saint-Valéry | graaf Reinoud van Boulogne (G) graaf William Longespée van Salisbury (G) graaf Simon van Aumale Ebrald van Iske (d'Isque) (G) Hugo van Boves | rechtervleugel |
| centrum                               | koning Filips II graaf Hendrik II van Bar Engelram III van Coucy Thomas de Vervins Guillaume des Barres Barthélemy de Roye (kamerheer) Galon de Montigny (baanderdrager) Pierre de Mauvoisin Girard la Truie Guillaume de Garlande Étienne de Longchamps †                                  | keizer Otto IV hertog Theobald I van Lotharingen hertog Hendrik I van Brabant hertog Hendrik III van Limburg markgraaf Filips II van Namen graaf Willem I van Holland graaf Otto I van Tecklenburg (G) graaf Koenraad van Dortmund (G)                                             | centrum        |
| rechtervleugel                        | hertog Odo III van Bourgondië graaf Walter van Saint-Pol graaf Willem van Sancerre graaf Hendrik V van Grandpré graaf Jan van Beaumont graaf Arnoud II van Guînes bisschop Guérin van Senlis (kanselier) burggraaf Adam van Melun Mathieu de Montmorency                                    | graaf Ferrand van Vlaanderen (G) Robrecht VII van Béthune Hellin de Wavrin (G) Gautier de Ghistelles (G) Arnulf IV van Oudenaarde (Arnaud d’Audenarde) (G) Raas van Gavere de Oudere Raas van Gavere de Jongere † Eustache de Maldeghem (Eustaas van Maldeghem) † Jean Buridan (G) | linkervleugel  |
| andere deelnemers                     | | |                |
|                                       | graaf Rudolf I van Soissons (Raoul) graaf Thomas van Le Perche graaf Jan II van Roucy burggraaf Godfried V van Châteaudun Guy de Senlis (grootschenker) Wouter II van Avesnes Willem III van Tancarville (Guillaume de Tancarville) † Robert d'Estouteville Alain de Roucy Florent de Ville | graaf Walram III van Limburg graaf Rudolf I van Eu Hervé IV de Donzy Burchard van Avesnes |                |
| † = gesneuveld; (G): gevangen genomen | | |                |

## De veldslag

### Begin van de strijd
De strijd begon met een "onsportieve zet" van de Fransen op de rechtervleugel. De bisschop van Senlis voerde zonder dat de koning dit wist 150 bereden knechten aan tegen de rij van de Vlamingen, die het als onwaardig beschouwden niet door ridders te worden uitgedaagd en zich daarom aanvankelijk aan hun stellingen vasthielden. De aanval had geen merkbaar effect, maar nadat het zoals verwacht was afgeweerd, stortten enkele Vlaamse ridders zich als tegenval in man-aan-man-gevechten met Franse ridders. Eustache de Maldeghem was de eerste ridder die in deze slag werd gedood, Gautier de Ghistelles en Jean Buridan de eersten die door de Fransen werden gevangengenomen.
Aansluitend begon de openlijke strijd, nadat zich de gezamenlijke rechtervleugel van de Fransen in de strijd stortte. Het paard van de hertog van Bourgondië werd onder hem gedood, waarop hij met een vers paard verder streed. Andere ridders, die hetzelfde overkwam, vochten te voet verder.

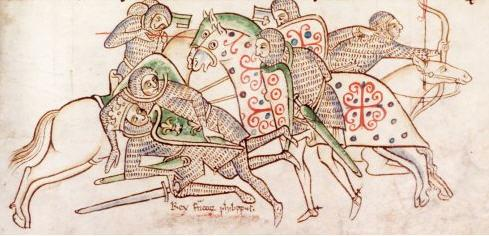
Koning Filips II wordt op de grond liggend door zijn vijanden bedreigd. Zijn ridders snellen hem ter zijner redding tegemoet (voorstelling uit de Chronica Majora van Matthew Paris, 13e eeuw).

### Aanval van het Franse voetvolk
In het centrum werd de strijd door het Franse voetvolk begonnen dat zich vanuit de achterkant van de linie voor de rij van de koning omdraaide en dan begon tegen de rij van de keizer op te marcheren. Evenwel werden de eenvoudige krijgers snel en met grote verliezen door de Saksische ridders van de keizer aan de linie van de koning teruggeslagen. Toen de koninklijke ridders het gevaar voor hun heer inzagen, vormden ze onder leiding van Guillaume des Barres een beschermende muur voor hem om de tegenaanval van de Duitsers (furor Teutonicus) af te weren. Toch slaagde het Saksische voetvolk erin om in het nu ontstane handgemeen openingen te vinden en tot in de buurt van koning Filips door te dringen. Met lansen en ijzerhakken slaagden ze erin de koning uit het zadel te lichten. Maar voordat ze hem konden doden, grepen meerder koninklijke ridders in en doodden de Saksen.
Nadat koning Filips weer in het zadel zat, ontstond er een strijd tussen zijn ridders en die van de keizer. Étienne de Longchamps werd in de buurt van de koning gedood toen een mes zich door de gezichtsspleet van zijn helm in zijn hoofd had geboord.

### De koning als doelwit
De strategie van de keizer en zijn bondgenoten bestond eruit om de druk van hun aanval direct op koning Filips II te richten om een snelle beslissing af te dwingen. Volgens Willem de Bretoen namen ze daarbij ook de dood van de koning op de koop toe. Graaf Reinoud van Boulogne oriënteerde dienovereenkomstig de richting van de aanval van zijn vleugel aanvankelijk op het centrum van de tegenstander. Het gelukte hem tot bij de koning door te dringen en hem te bedreigen, maar hij werd echter door de koninklijke ridders weer teruggedreven. Een volgende aanval van Reinoud tegen de koning mislukte dan weer toen zijn overbuur, de graaf van Dreux, zich met zijn vleugel tussen hem en het koninklijke centrum plaatste. De graaf van Boulogne vormde daarop met zijn voetknechten en huursoldaten een dubbele ringwal, waarin hij zich meermaals terugtrok om van de inspanningen van de strijd te bekomen, slechts om zich daarna weer fris in de strijd te kunnen werpen.

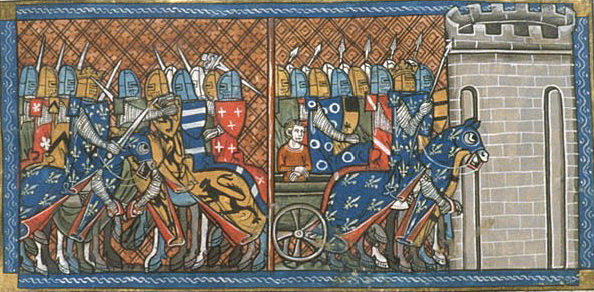
Graaf Ferrand van Vlaanderen in de strijd tegen Filips II Augustus (links), de zegerijke koning van Frankrijk voert de graaf van Vlaanderen in gevangenschap weg (rechts) (voorstelling uit de Chroniques de Saint-Denis, 14e eeuw).

### Gevangenname van de graaf van Vlaanderen
Graaf Ferrand van Vlaanderen zocht in navolging van de graaf Boulogne zich ook met zijn vleugel direct op het Franse centrum te werpen, maar werd uiteindelijk door de hertog van Bourgondië hiervan verhinderd. Nadat de strijd op deze vleugel enige tijd vooral door tweegevechten van ridders werd bepaald, liet de hertog van Bourgondië zijn ridders doelbewust op de graaf van Vlaanderen afstormen, waardoor zijn entourage in toenemende mate werd uiteengeslagen. Hierbij werd de hertog bijna door Arnulf IV van Oudenaarde met een gerichte stoot van een mes tussen de spleten van zijn helm gedood.
Ten slotte wisten de ridders uit Bourgondië en Champagne de overhand te halen. De maarschalk van de graaf van Vlaanderen, Hellin de Wavrin, werd gevangen genomen, van de gelijknamige broers werd Raas van Gavere de Jongere gedood. Graaf Ferrand zelf werd meervoudig verwond en moest zich ten slotte ook uit uitputting overgeven. De Vlaamse ridders namen daarop de vlucht of richtten zich op de strijd in het centrum. De linkervleugel van het keizerlijk leger viel hierdoor langzaamaan uiteen.

### De beslissing valt in het centrum
De ridders van koning Filips slaagden erin tot aan de rij van de keizer door te dringen, waardoor ze hem dwongen aan de strijd deel te nemen. De ridder Pierre de Mauvoisin kon de teugel van het paard van de keizer vastgrijpen, maar het lukte hem niet hem uit het krijgsgewoel weg te leiden. Ten slotte stak Girard la Truie (das Schwein, "het Zwijn") met een mes naar de borst van Otto IV. De stoot werd echter door de wapenrusting van de keizer opgevangen en la Truie deed een tweede poging. Hij trof hiermee het oog van het steigerende paard van de keizer, dat doorging en daarop dood neerviel. Toen Otto probeerde zijn tweede paard te bestijgen, werd hij door Guillaume II des Barres bedreigd, die hem tot twee keer toe probeerde in de hals te raken. Zijn Saksische ridders konden hem echter tegen een nieuwe aanval van zijn tegenstander beschermen en La Barrois zijnerzijds van zijn paard doen werpen.
Intussen hadden de ridders Barthélemy de Roye en Guillaume de Garlande besloten koning Filips uit het gevecht weg te rukken om hem naar een plaats in de achterste rijen te voeren. De door Saksische krijgers omsingelde Guillaume des Barres werd door Thomas de Saint-Valéry, die met vijftig ridders over het slagveld kwam afgestormd, uit zijn netelige situatie bevrijd.
Hoewel ook keizer Otto weer op een paard zat en zijn ridders hun rij weer wisten te behouden, besloot hij het slagveld te verlaten. Door middeleeuwse kroniekschrijvers werd deze beslissing op verschillende wijze beoordeeld. Terwijl nagenoeg alle Franse bronnen van een vlucht spreken, wordt dit in Engelse en Duitse kronieken, vooral die uit het Saksische-Welfisch gebied, ofwel verzwegen ofwel als een gedwongen terugtocht voorgesteld nadat de Fransen met een duidelijke numerieke meerderheid een achterbakse en onridderlijke strijd hadden gevoerd. Hoewel zowel de verslagen van de overwinnaars als de verliezers duidelijk tendentieus zijn, toch schijnt de keizer zich daadwerkelijk in levensgevaar te hebben bevonden toen hij van het slagveld wegreed. Otto werd door zijn lijfridders in veiligheid gebracht. Ze lieten de gouden troswagen, die door Franse werd vernietigd, en de standaard met de Rijksadelaar achter, die met gebroken vleugels werd buitgemaakt.

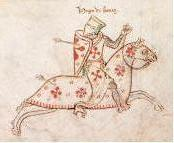
Hugo van Boves vlucht weg van het slagveld (voorstelling uit de Chronica Majora van Matthew Paris, 13e eeuw).

### Laatste gevechten
Aan de kant van het keizerlijke leger hield de graaf van Boulogne het op de rechtervleugel het langst de strijd vol. Toen de keizer en de meesten van zijn ridders reeds waren gevlucht, trok hij zich met zes overgebleven ridders in zijn ringwal terug, die hij als een burcht verdedigde. Maar ten slotte werden zijn mannen door de overmacht van de Fransen afgemaakt en hijzelf werd onder het lijk van zijn paard bedolven nadat het dodelijk verwond was geworden. Een Franse knecht rukte hem de helm van het hoofd en bracht hem een wond in het gezicht toe. De Vlaamse ridder Arnulf IV van Oudenaarde trachtte hem nog uit zijn positie te bevrijden, maar werd daarbij zelf gevangen genomen. Meerdere Franse ridders, waaronder Jan II van Nesle, streden om de gevangenname van de graaf, maar deze gaf zich ten slotte over aan de bisschop van Senlis, die er intussen ook was bijgekomen. De graaf van Salisbury, een halfbroer van koning Jan zonder Land, gaf zich over aan de bisschop van Beauvais.
Van het leger van de keizer bleef na diens vlucht slechts nog een afdeling Brabançons op het slagveld over, die zich tot een dichte muur hadden geformeerd. Koning Filips gaf daarop Thomas de Saint-Valéry en diens 50 ridders de opdracht deze te bekampen, wat al snel en zonder verdere verliezen te lijden, lukte.

## Na de slag
Het Franse leger begon nog op de avond van 27 juli aan de terugmars naar Parijs. In de strijd kon men vijf graven en minstens vijfentwintig baniervoerende heren van de vijand gevangen nemen. Daaronder bevonden zich de graven Reinoud van Boulogne en Ferrand van Vlaanderen, die met hun hommage aan Jan zonder Land leenbreuk hadden begaan tegen de koning van Frankrijk. Volgens de toen geldende rechtsnormen had koning Filips II hen kunnen laten ter dood veroordelen en executeren, maar hij begenadigde ze evenwel en veroordeelde ze "slechts" tot een onbepaalde kerkerstraf, die ze in kettingen moesten doorbrengen. De Engelse graaf van Salisbury werd door de bisschop van Beauvais aan de graaf van Dreux overgedragen, die daarmee deze bij Jan zonder Land voor zijn zoon Robert Gasteblé kon inwisselen, die in Nantes door Jan was gevangen genomen geworden. De rest van de gevangen ridders moesten zich door losgeldbetalingen vrijkopen.
Volgens Willem de Bretoen verliep de terugmars als een unieke triomftocht. In elke plaats waar het leger voorbijkwam, werd het door de bevolking feestelijk ontvangen en de koning bejubeld. De gevangen graven van Boulogne en Vlaanderen, naar oud Romeins gebruik vastgeketend aan handen en voeten in een open draagstoel door Parijs gevoerd, werden er door het volk met beschimpingen bedacht. Ter gedachtenis aan zijn overwinning stichtte de koning bij Senlis de Abbaye de la Victoire, aan dewelke hij tegelijkertijd een deel van de buit schonk. Hij liet in een oorkonde vastleggen dat in de abdij eeuwigdurende dankzeggingen voor de overwinning zouden worden gezongen. Voor de poorten van Parijs werd het leger door vertegenwoordigers van de burgerij, de clerus en de studentengemeenschap ontvangen en aansluitend de stad binnengeleid.
Frankrijk werd voor het eerst machtiger dan Vlaanderen dat meer en meer betrokken geraakte bij de Frans-Engelse tegenstellingen en afhankelijker werd van de Franse kroon. Vlaanderen kwam na de nederlaag onder bestuur van de jonge gravin Johanna van Constantinopel. Zij moest op 24 oktober 1214 het verdrag van Parijs ondertekenen dat bepaalde dat de muren en vestingen van de voornaamste Vlaamse steden zouden worden gesloopt en regeerde voorlopig onder toezicht van het hoofd van de Franse partij, Jan van Nesles. Op 11 april 1226 werd de ongunstige Vrede van Melun getekend tussen Frankrijk en Vlaanderen. De Vlaamse adel en steden moesten leenhulde brengen aan de Franse koning, in ruil waarvoor de graaf-gemaal Ferrand van Portugal na twaalf jaar krijgsgevangenschap als een gebroken man vrijkwam. Reinoud van Dammartin zou echter zelfmoord plegen in zijn Franse kerker.

## Gevolgen

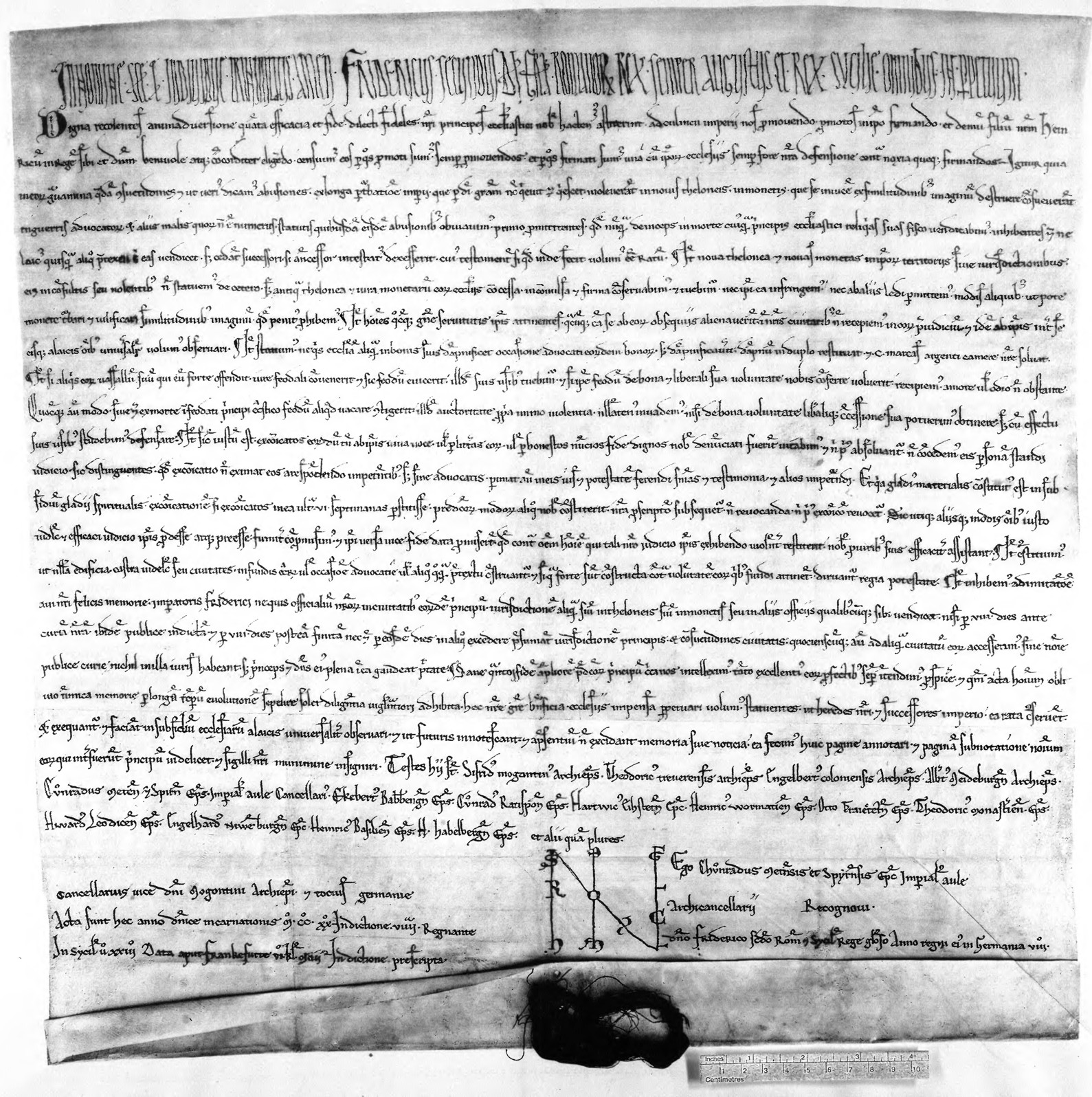
Een oorkonde van de confoederatio cum principibus ecclesiasticis, gedateerd op 26 april 1220.

### Staufen en Duitsland
Keizer Otto IV vluchtte na zijn nederlaag naar Keulen en trok zich vervolgens in zijn Huisgoed naar Braunschweig terug. Daar stierf hij in mei 1218 vereenzaamd en zo goed als ontmachtigd, want reeds na de slag bij Bouvines erkende de meerderheid van de Duitse vorsten de kandidaat van de Staufen, Frederik II, als hun koning. Na de dood van Otto IV zouden de Welfen geen nieuwe troonpretendenten meer aanstellen en de Staufen hun keizer erkennen. Daarmee was de Duitse troonstrijd in het voordeel van de Staufen uitgevallen.
Koning Frederik II, die in 1220 in Rome ook tot keizer werd gekroond, beschouwde vooral zijn koninkrijk Sicilië als steunpunt van zijn macht en zag daarom in Italië het zwaartepunt van zijn politiek. Om de Duitse vorsten die hem hadden gesteund tegemoet te komen, maar ook om voor de gegevens van zijn politiek handelen rekenschap te geven, verzaakte hij in de komende jaren aan belangrijke keizerlijke rechten in Duitsland. In de confoederatio cum principibus ecclesiasticis (Verbond met de kerkvorsten) van 1220 droeg hij eerst aan de geestelijke vorsten en in het statutum in favorem principum (Statuut ten gunste van de vorsten) van 1232 aan de wereldlijke vorsten belangrijke regalen (koninklijke rechten), zoals de muntslag of jurisdictie. Had Frederiks vader, keizer Hendrik VI, nog de oprichting van een sterk erfkoningschap in Duitsland nagestreefd, dan betekende dit feitelijk een verzwakking van de centrale koninklijke macht ten gunste van de territoriale macht van de Duitse vorsten. Het Duits federalisme, dat de constitutie van dit land tot op de dag van vandaag bepaalt, vond hiermee zijn aanvang.

### Plantagenets en Engeland
Nadat hem het bericht over de nederlaag van zijn neef hem had bereikt, zocht koning Jan zonder Land door de bemiddeling van de burggraaf van Thouars bij koning Filips II te kunnen onderhandelen over een wapenstilstand. Jan zat sinds zijn eigen nederlaag bij Roche-aux-Moines in Poitou vast en werd voortdurend door prins Lodewijk achtervolgd. De nederlaag van de keizer ontnam hem zijn laatste kans de veldtocht tegen Frankrijk toch nog succesvol te kunnen beëindigen. Op 18 september 1214 moest hij in het verdrag van Chinon de bepalingen van het reeds in 1204 gesloten verdrag van Thouars bevestigen, waarna hij aan alle Franse territoria van zijn familie ten noorden van de Loire moest verzaken.
Daarna reisde hij naar Engeland terug. Daar werd hij met een brede opstand van zijn baronnen geconfronteerd, die zich hadden opgewonden aan de materiële en persoonlijke belastingen van hun stand voor de dynastieke politiek van hun koning in Frankrijk. In 1215 werd Jan bij Runnymede tot de ondertekening van de Magna Carta Liberatum gedwongen, waarin hij aan de baronnen verreikende vrijheden en politiek inspraakrecht moest toestaan.

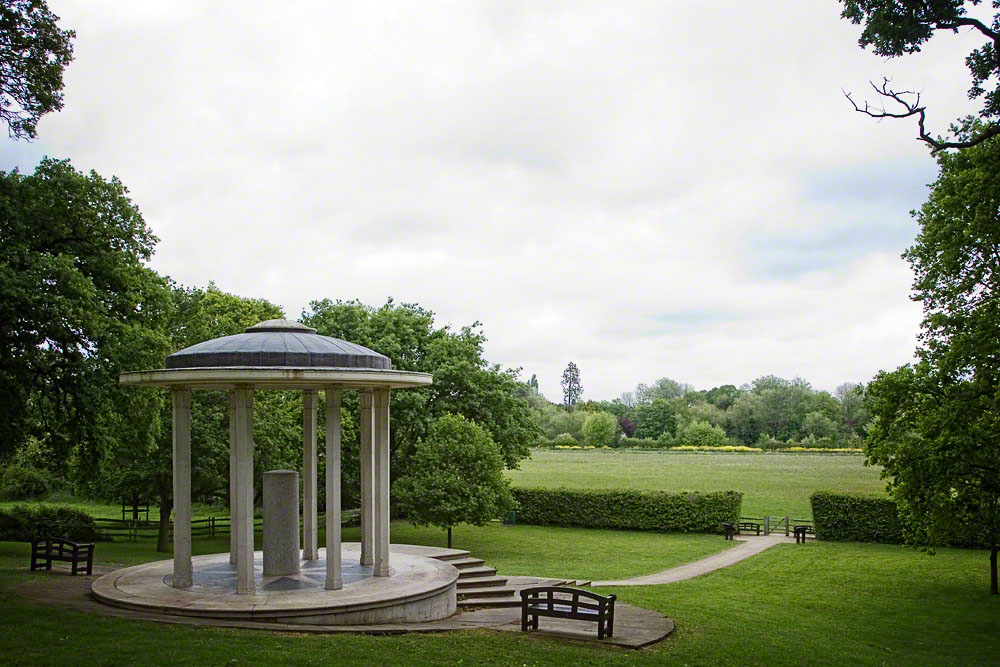
Het Magna Carta-monument in Runnymede.

De slag bij Bouvines ontnam Jan niet alleen de laatste gelegenheid het in 1204 ineengestorte rijk van zijn familie (het Angevijnse Rijk) terug te veroveren, het bracht tegelijk een constitutionele ontwikkeling op gang dewelke het verdere verloop van de Engelse geschiedenis zou beïnvloeden. Naast het door Willem de Veroveraar in 1066 gestichte Anglo-Normandische koningschap trad nu de hem boven hem gestelde instantie van de verzameling van kroonvazallen op, die de koning voortaan moesten verplichten zijn politiek ter discussie aan hen voor te leggen. Daarmee werden de grondslagen voor het Engelse parlementarisme gelegd, dat niet in het minste ook een beduidende invloed had op het ontstaan van de Verenigde Staten van Amerika, maar ook op het Europese vasteland haar invloed zou hebben.
Een eveneens voor Engeland belangrijk gevolg van de slag was de geleidelijke ontwikkeling van een insulair nationaal bewustzijn. De hoofdzakelijk uit Frankrijk afkomstige adel van het eiland en niet in het minste ook het koningshuis zelf verloren als gevolg van de slag hun Franse familiebezittingen en daarmee ook de ideële verbondenheid met het thuisland van hun voorvaders. Ze integreerden zich noodgedwongen in de door hen sinds een goede 150 jaar overheerste Angelsaksische bevolking en namen een eigen, Engelse mentaliteit aan.

### Capetingers en Frankrijk
In Frankrijk begunstigde de slag bij Bouvines een tegenovergestelde ontwikkeling. Reeds voor deze slag was koning Filips II al zijn hele regering ermee bezig om de autoriteit van de kroon tegenover de grote vazallen van zijn koninkrijk af te dwingen. Het verslaan van het Angevijnse Rijk in 1204 betekende een doorbraak in dit streven. Met de overwinning bij Bouvines verdedigde koning Filips II zijn tot dan toe bereikte veroveringen en weerde hij de laatste ernstig te nemen poging van de Plantagenets af om hun verloren gegane familierijk te heroveren. De daaropvolgende conflicten van Jan zonder Land en diens zoon, Hendrik III, met hun Engelse baronnen ondermijnden elke verdere poging hiertoe. Toch was Hendrik III pas met de vrede van Parijs in 1259 bereid de bij Bouvines ontstane toestand in een verdrag te erkennen.
De overwinning bij Bouvines liet Filips II Augustus en zijn opvolgers toe de opperste macht van de koning over alle regio's van hun koninkrijk te vestigen, waarbij de kroon de enige geldige rechtelijke en politieke legitimeringsmacht bezat. Het vandaag nog steeds in Frankrijk heersende centralisme brak hiermee definitief door. De macht van de feodale vorsten werd van nu af aan stapsgewijs ingeperkt, reeds in de tijd van Filips II was geen van de hertogen of graven nog machtig genoeg om zich nog een vijandschap met de kroon te kunnen veroorloven. Het hoogmiddeleeuwse feodalisme, dat Frankrijk haast 300 jaar lang had gekenmerkt, kwam hiermee tot een eind en zou in het verdere verloop van de 13e eeuw in toenemende mate plaats moeten ruimen voor een monarchistisch denkbeeld, zodat de regering van Filips IV de Schone (1285–1314) reeds een vroeg-absolutistisch karakter vertoonde.
Tegelijkertijd betekende de slag een fundamentele verandering in de tot dan toe bestaande betrekkingen tussen Frankrijk en het Heilige Roomse Rijk. Men stapte steeds meer af van de idee dat de Rooms-Duitse keizer de hoogste wereldlijke autoriteit in de christelijke wereld zou zijn. In plaats daarvan meende de koning van Frankrijk nu teruggrijpend naar de dynastieke en wettelijke erfenis van de Karolingen aan te maken op een aan de keizer gelijkgestelde positie. Alleen al het feit dat de Duitse troonstrijd door de Franse wapenen werd beslecht, versterkte reeds Filips II in deze houding. Symbolisch maakte hij dit duidelijk doordat hij de buitgemaakte Rijksadelaar met haar gebroken vleugels aan zijn bondgenoot Frederik II toezond. Een geestelijke uit de abdij van Petersberg bij Halle vermeldt deze scène met als commentaar: "sinds die tijd werd de naam van de Duitsers bij de Galliërs geminacht." Maar reeds voor de slag had Filips II Augustus met de bevestiging door de paus van een aanspraak van het Heilige Roomse Rijk op de opperheerschappij over Frankrijk tegengesproken (zie: Decretaal Per Venerabilem).

## Perceptie
Reeds kort na de slag begon deze gebeurtenis in de perceptie van Franse tijdgenoten een status van groot nationaal belang aan te nemen. De deelname van de Noord-Franse stedelijke milities aan de strijd en het daarmee ontstane gevoel onder de eenvoudige burgers evenveel aandeel te hebben gehad aan de verdediging van het koninkrijk als vorsten en ridders hebben hiertoe bijdragen. De zondag van Bouvines staat vandaag de dag in het Franse nationale geheugen bekend als een van de "Trente journées qui ont fait la France", een van de dertig dagen die Frankrijk hebben gevormd en hiermee een van de vaste punten in het ontstaan van een Frans nationaal bewustzijn.

### De mythe
Al snel zou zich een nationale mythe rond de slag gaan vormen. De Rijmkroniek, Philippidos, van de koninklijke kapelaan, Willem de Bretoen, vormde de eerst aanzet hiertoe. Met deze lofzang op de heerschappij van koning Filips II Augustus wilde Willem de Bretoen voor zichzelf en zijn koning een literair gedenkteken nalaten. Het onmiddellijk na de slag begonnen en in 1224 afgesloten werk omvatte 12 gezangen en ongeveer 10.000 verzen. De slag bij Bouvines neemt alleen al de laatsten drie gezangen in en vormt, als een Godsoordeel met de liturgie van een gerechtelijk tweekamp, het hoogtepunt van een eeuwigdurende Kruistocht, waarin het Goede over het Kwade zegeviert. Willem de Bretoen voert de koning op al eeuwige wreker Gods, als helper van de kruisvaarders en de kerk, terwijl tegelijk de ondersteuners van ketters (Jan zonder Land) en de in de ban gedane afgezanten van de Duivel (keizer Otto IV) worden verdoemd.

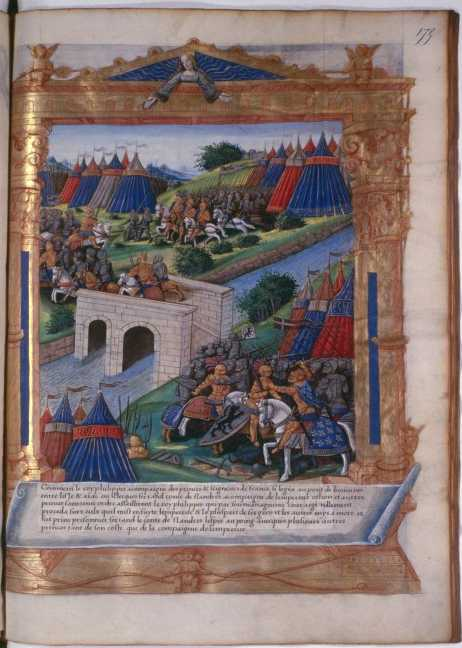
De slag bij Bouvines (voortstelling uit La Toison d’or van Willem Fillastre, 15e eeuw).

Naast de verheffing van de koning ondernam Willem de Bretoen als eerste auteur een uitgebreide romantisering van het Franse volk, dat hij onderscheidt als qua karakter en afstamming van andere volkeren afgegrensd en boven deze andere volkeren verheven. Reeds in de 7e eeuw vielen de Fransen (Franken) door Fredegar een afstamming van de Trojanen ten deel. Willem greep dit aan om koning Filips in de gewaden van de Aeneas gekleed op de dag van de strijd de "afstammelingen van de Trojanen" toe te spreken. In de strijd staan dan de edele te paard vechtende "zonen van Gallië" tegenover de duister "Teutonen", die als knechten te voet vechten. Ook de Vlamingen, die nog altijd tot het koninkrijk van Frankrijk behoorden, wilde Willem niet langer tot de Fransen rekenen, daar ze tenslotte met een Duitse tongval spraken. De ridders van koning Jan zonder Land omschrijft hij als "zonen van Engeland", wanneer ze ook daadwerkelijk van de Britse eilanden afkomstig waren. Zij die echter van het Franse vasteland, uit het Angevijnse Rijk, afkomstig waren, waren voor hem eveneens "Galliërs". In het kamp van de vijand erkende Willem slechts de graaf van Boulogne als "kind van Franse ouders", omdat deze ook uit Frankrijk kwam en door boze geesten van het rechte pad was weggelokt. De strijd zelf had tenslotte bewezen dat de Duitsers "werkelijk moeten onderdoen voor de Fransen ...en dat de Franse vechtlust het Duitse geweld beslist bedwong." Ook laat de auteur de koning niet voor een dynastieke erfenis of voor het simpelweg neerslaan van ketters strijden, maar om het lot van een hele natie. Dienovereenkomstig wordt de overwinning niet als gevolg van een handeling van een heerser als Caesar of een stad als Rome gevierd, maar door het hele "lichaam van het Koninkrijk". Dat wil zeggen in elk burcht, stad en alle regio's van het land, zelfs in het Angevijnse deel dat nog in hadden is van de Plantagenets, heeft de bevolking de overwinning als een wapenfeit van hun volk gevierd. In deze beschrijving laat Willem de Bretoen voor een kort moment ook alle standengrenzen vallen, dewelke de middeleeuwse maatschappij in krijgers, boeren en bidders indeelden, daar hij hen allen in "scharlakenrode pracht" (paars) laat vieren.
Bouvines bleef in Frankrijk gedurende de hele 13e eeuw levendig in de herinnering voortleven. Nieuwe beschrijvingen van de slag werden opgeschreven, die meer nog dan de Philippidos reeds deed, het ware verloop van zaken vertekende en in overdreven vorm overleverde. Zo schrijft bijvoorbeeld de monnik Richer van Senones in de tweede helft van de 13e eeuw dat keizer Otto IV meer dan 25.000 ridders en 80.000 voetknechten aanvoerde en ten slotte 30.000 man in de strijd of gevangenschap had verloren. Aan Franse zijde zou daarentegen slechts één ridder en één bereden knecht hun leven hebben moeten laten. Verder zou de zege enkel aan de wonderbaarlijke kracht van de Oriflamme en haar drager, Galon de Montigny, zijn te danken geweest. Volgens de Franciscaan Thomas uit Toscane, die in 1278 schreef, hadden de Fransen tegen een tienvoudige overmacht gestreden. Gelijkaardig opgesmukte geschiedenissen schreven den anonieme minstreel van Reims en Filips Mouskes.
Nog voor 1250 werden in Arras 42 verzen in het Frans, die de slag beschreven, in het poortgewelf van de Porte Sainte-Nicolas gebeiteld. De poort is daarmee een van de eerste publieke gedenkplaatsen die naar de slag verwezen. Voordat de verzen in de 17e eeuw volledig waren verweerd, werden ze in 1611 eenmaal onvolledig door de plaatselijke pastoor Ferry de Locre en in 1616 eenmaal volledig door de advocaat Antoine de Mol gekopieerd. Koning Lodewijk IX de Heilige liet in Parijs de kerk Sainte-Catherine-du-Val-des-Écoliers bouwen in herinnering aan zijn vader, grootvader en de overwinning die beiden bij Bouvines hadden weggedragen.

### Visies op de slag buiten Frankrijk
In Engeland werd de strijd ondanks de nederlaag van koning Jan zonder Land overwegend positief opgevat. De kroniekschrijvers - voor het merendeel geestelijken - gaven aan Filips erkenning voor de overwinning, wat niet verwonderlijk is, aangezien hun eigen koning een paar jaar eerder in de ban was gedaan en zich met geweld de schatten van de kloosters en kerken van zijn land had toegeëigend. Matthew Paris, die het werk van Roger van Wendover met zijn Chronica Majora, voortzette, omschreef in een afsluitend overzicht deze slag als een van de weinige "roemrijke gebeurtenissen" die naar zijn weten in de afgelopen vijftig jaar had plaatsgevonden. Desalniettemin probeerden enkele Engelse verslagen de overwinning van de Fransen te kort te doen. De geschiedenis van Willem de Maarschalk (L ' histoire de Guillaume le Maréchal) benadrukt bijvoorbeeld de arglist en lafheid van de Fransen en stelt de graaf van Salisbury voor als de enige echte held van deze slag.
In Duitsland verschenen de meeste bemerkingen over deze slag in bronnen uit de regio Lotharingen, die door haar vroegere grenspositie werd beïnvloed door de gebeurtenissen in het naburige Frankrijk en Vlaanderen. Daarnaast verschenen in het Saksische gebied, het machtscentrum van keizer Otto IV, een aantal verslagen, die natuurlijkerwijs een de Franse berichten tegensprekende versie van de gebeurtenissen geven. Zo is hier van een vlucht van de keizer geen sprake. Ook hadden de keizer en zijn ridders eervol en in de minderheid zijnd de strijd aangegaan tegen de listige Fransen, die de overwinning slechts wisten te behalen omdat de keizer ten val was gebracht. Uit de fragmenten van een kroniek van de hertogen van Braunschweig komt een beeld naar voren van keizer Otto IV als een echte vredesvorst, die tegen zijn wil door de Fransen tot een veldslag werd uitgedaagd.
In Italië werd de slag slechts in in vier contemporaine bronnen vermeld, waaronder eenmaal door de monniken van Montecassino, die zich met de politiek van keizer Frederik I hadden beziggehouden. In Frankrijk ten zuiden van de Loire werd de slag in totaal slechts drie keer vermeld, in Catalonië slechts eenmaal in een kroniek van de abdij van Ripoll. De opmerkzaamheid van de bevolking van deze regio's lag eerder bij de slagen bij Las Navas de Tolosa en Muret.

### Herinnering
Met het begin van de Honderdjarige Oorlog in de eerste helft van de 14e eeuw begon de herinnering aan de slag bij Bouvines geleidelijk aan te verbleken. Weliswaar bleef in het gedeeld bewustzijn van het Franse volk de overwinning van hun koning op een keizer kleven, toch werden de recentere nederlagen bij Crécy en Poitiers bij de Fransen met de Engelsen een nieuw vijandsbeeld naar voren geschoven, terwijl men nu met de Duitse keizers goede betrekkingen onderhield. Bovendien werd de roem van Bouvines door de heiligenverering van koning Lodewijk IX en ten slotte door de grote triomfen van Bertrand du Guesclin en Jeanne d'Arc op de Engelsen in de schaduw gesteld. In de 17e eeuw wekte de slag bij Bouvines bij de historici slechts een lichte interesse op. François Eudes de Mézeray wijdde aan de slag in zijn in 1643 gepubliceerde werk, Histoire de France depuis Faramond jusqu'au règne de Louis le juste, negen pagina's, Guillaume Marcel vatte deze in 1686 nog eens in brede zin samen. Beiden baseerden zich daarbij losjes op Willem de Bretoen zijn verslag uit de Gesta.

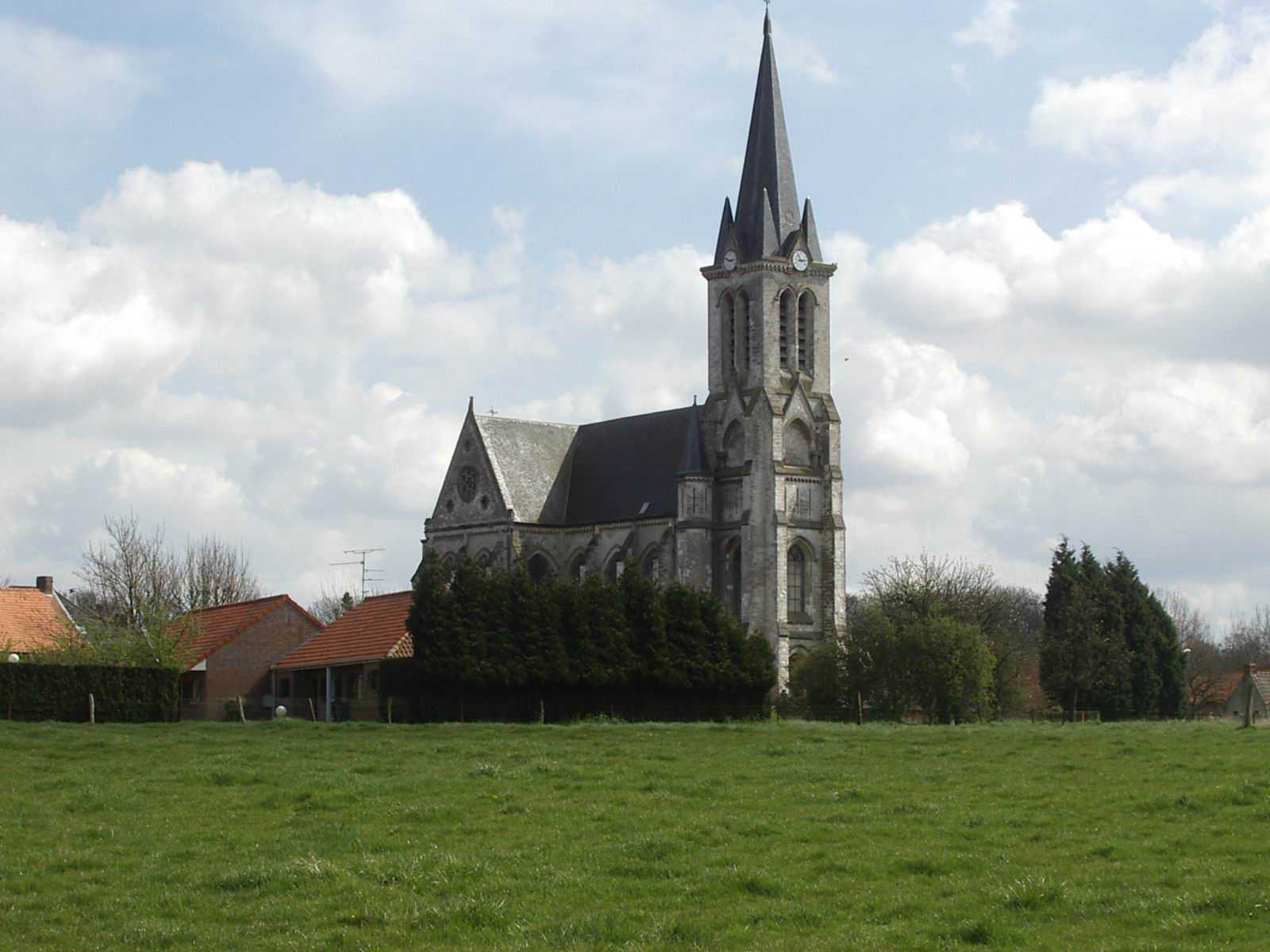
De vensters van de in de 13e eeuw in gotische stijl opgetrokken Sint-Pieterskerk van Bouvines werden tussen 1880 en 1885 onder leiding van Henri Delpech van glasschilderijen voorzien, die scenes uit de slag afbeelden.

Pas onder de julimonarchie (1830–1848) vond de herinnering aan Bouvines een regelrechte heropleving. Zeker door de opkomende stroming van de romantiek en door het feit dat de voorvechters van het burger-koningschap talrijke argumenten uit de berichten over deze slag konden putten. François Guizot omschreef koning Filips II Augustus als de eerste Franse koning die aan de monarchie het "karakter van een verstandige, op de verbetering van de sociale verhoudingen bedachte welwillendheid" verleende. Later benadrukte hij het belang van de stedelijk milities voor deze slag, die met een "aan het feodale oorlogsleger veel meer superieure kracht" de overwinning tot een "werk van koning en volk" als gevolg van de "vereniging van alle klassen" maakten. Voor de anti-klerikale Jules Michelet scheen de slag daarentegen "geen opmerkelijke aangelegenheid te zijn geweest", omdat ze slechts de band tussen troon en altaar had versterkt. Voor hem was het een overwinning van de bigotterie en van de onderdrukking door de hoge heren. Voor deze beide visies heeft reeds Augustin Thierry, die Guizot in grote mate bijviel, de overgeleverde getuigenissen bestudeerd en aan een systematische kritiek onderworpen om historische vertekeningen van chronologische waarheid te scheiden. In 1845 begon een archeologencongres met het plan voor de bouw van een gedenkteken op de plaats van de slag te ontwerpen. In 1863 werd de vandaag nog steeds rechtstaande zes meter hoge obelisk opgericht, die slechts het jaartal 1214 als opschrift heeft. Men deed dit uit consideratie voor de in Frankrijk levende Vlamingen, omdat men deze meer nog dan de Duitsers als de ware verliezers van deze slag zag.
Dit veranderde echter na de Duits-Franse Oorlog van 1870/1871. Opnieuw werd de Duitse keizer de voornaamste vijand van de Fransen en de gedachtenis aan de slag bij Bouvines werd door de nationalistische propaganda ingepalmd, die in deze na het beleg van Alesia als tweede manifestatie van Frans patriotisme beschouwden. In de schoolboeken van de late 19e en vroege 20e eeuw werd de slag als een overwinning van het Franse volk over de feodaliteit omschreven, hetwelk tot dan toe een rampzalige invloed op het nationaal bewustzijn heeft uitgeoefend. Ernest Lavisse omschreef de slag in zijn in 1894 uitgegeven Cours als de "eerste nationale overwinning". Désiré Blanchet en Jules Pinard bekrachtigden in 1901 (Cours d'histoire à l'usage de l'enseignement primaire) opnieuw de volgens hun beslissende rol van de stedelijke militie voor de overwinning en in 1903 meende Casimir Louis Calvet dat Bouvines "de eerste overwinning op de Duitsers" was. In Duitsland zelf werd de slag als een voorbeeld van een Duits-Franse erfvijandigheid aangehaald.
In juni 1914 werd tot de bouw van een nationaal monument op het slagveld besloten, dat een monumentaal ruiterstandbeeld van koning Filips II Augustus zou worden. Daarmee wou men de Duitsers trachten te evenaren, die in het voorjaar van dat jaar het Völkerschlachtdenkmal hadden opgericht. Het project mislukte echter doordat enkele weken na dit besluit de Eerste Wereldoorlog uitbrak. Na de Tweede Wereldoorlog verloor Bouvines als symbool nationalistisch denken met het oog op de Europese Beweging Internationaal en de verzoening met Duitsland aan belang. In Franse schoolboeken verdween het volledig, slechts in de leerboeken van de gymnasia werd de slag kort vermeld.